# Rybíz černý
Rybíz černý (Ribes nigrum) je botanicky řazen do rodu srstka (Ribes) v čeledi meruzalkovité (Grossulariaceae). Původní je pravděpodobně v severovýchodní Evropě a v jižnějších oblastech Sibiře, hranice původního rozšíření je však značně nejistá, je možné, že je původní i v Čechách a na Moravě. Druhotně je pěstován celosvětově v oblastech mírného klimatu.
Rybíz černý je opadavý keř vysoký až 1,5 m. Listy jsou dlanitě tříklané až třílaločné s trojúhelníkovými cípy, 5 až 8 cm dlouhé a 8 až 12 cm široké s řapíkem až 9 cm dlouhým. Větve jsou zpočátku světlé a chlupaté, později červenohnědé. Květy jsou uspořádány v hroznech po 6 až 10. Plodem jsou jedlé bobule černofialové až černé barvy o průměru 8 až 11 mm.
Listy i větve uvolňují typické aroma, které může být některým lidem nepříjemné, jiní je naopak považují za příjemné.
Rybíz černý je jedním z rodičovských druhů mezidruhového křížence Josta (druhým je angrešt).

## Využití

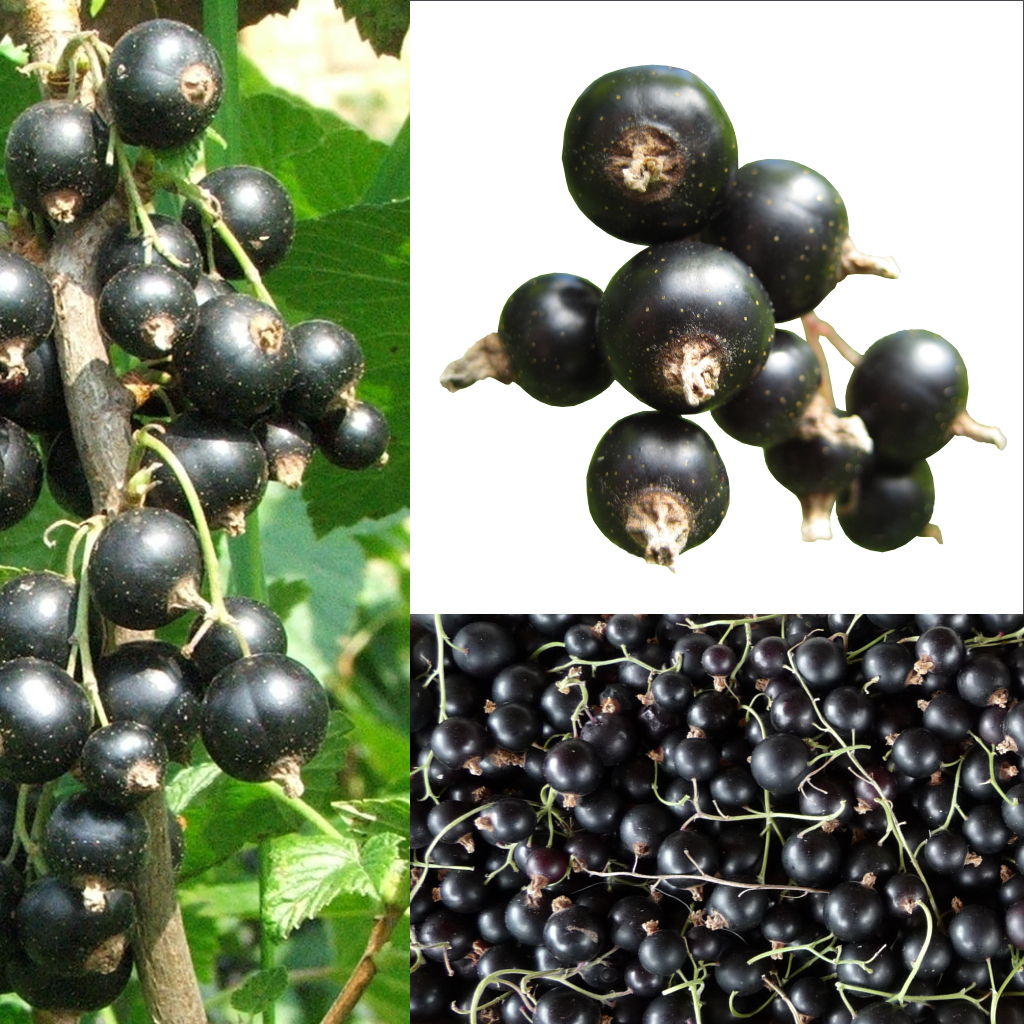
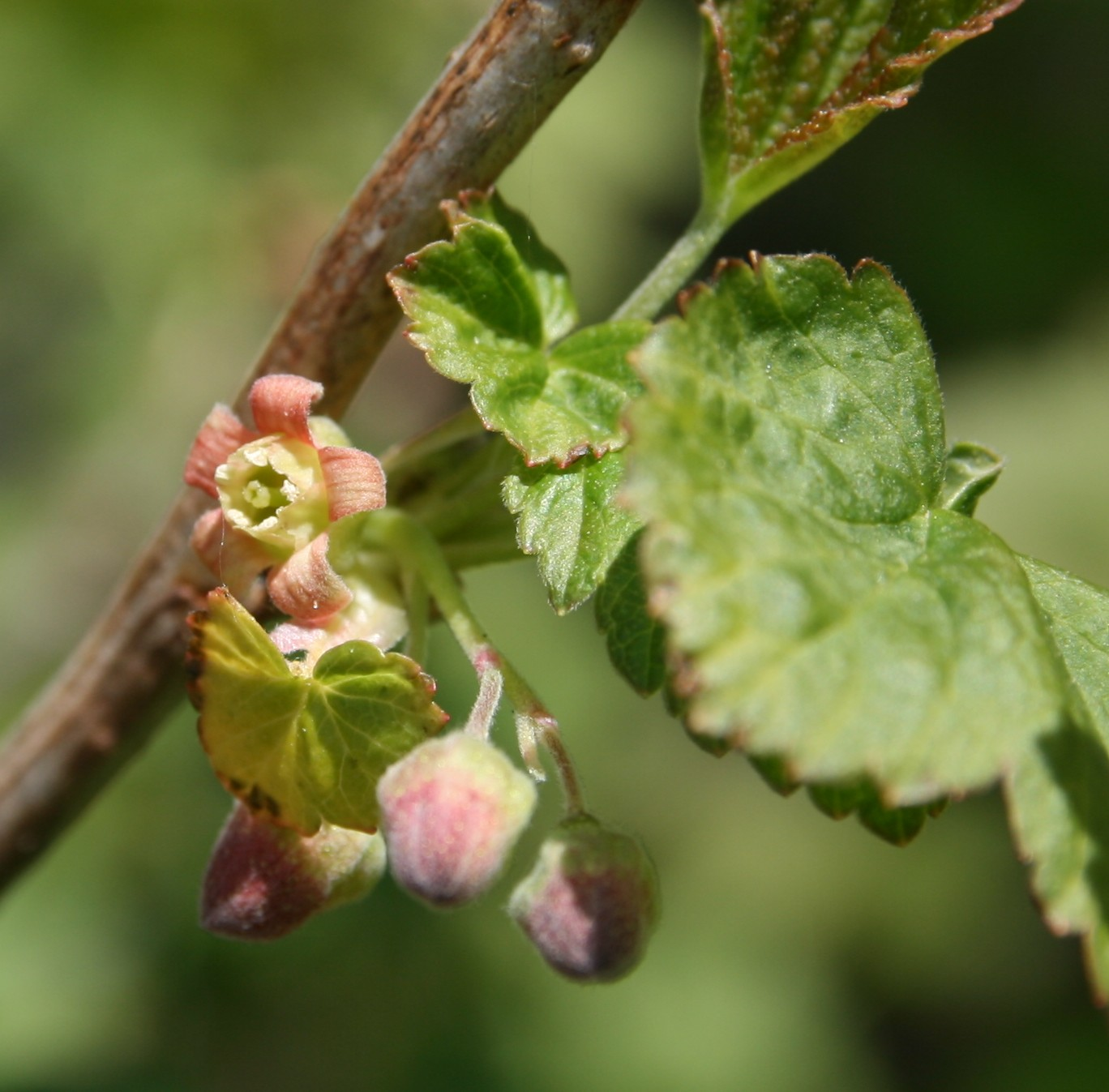
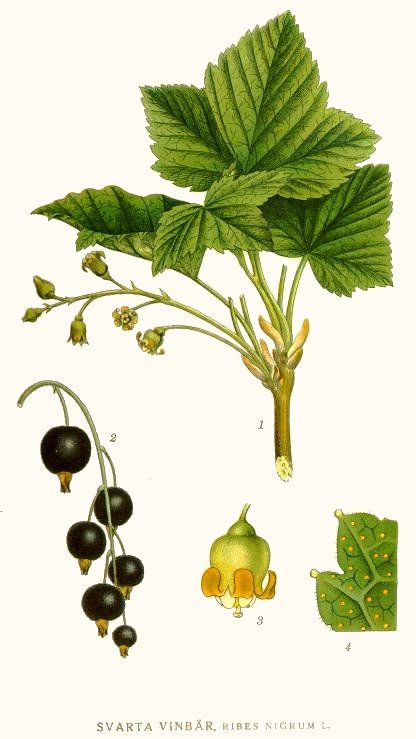

Černý rybíz byl původně v Evropě používán jako léčivá rostlina, teprve později začal být pěstován jako ovoce. Plody obsahují několikanásobně více vitaminu C než citrusové plody. Významný je i obsah polyfenolů a rutinu.

### Obsahové látky
Černý rybíz je bohatým zdrojem nejen vitamínu C (ze 100 g černého rybízu lidské tělo získá až 177 mg vit. C), ale i polyfenolů (1 540 mg ve 100g) obsahujících flavonoidy (vitamín P) a z hlediska obsahu bioaktivních flavonoidů ho předstihují pouze ostružiny, maliny, lékořice, šípky a plody rakytníku. Obsahuje pektiny a významné množství stilbenů (resveratrolu). Černý rybíz řadíme mezi rostlinné antioxidanty. Charakteristickou vůni dávají bobulím a listům černého rybízu některé složky, hlavně éterické silice. Černý rybíz se vyskytuje divoce, ale léčivou surovinu získáváme z keřů pěstovaných.

### Průměrný obsah látek a minerálů
Tabulka udává dlouhodobě průměrný obsah živin, prvků, vitamínů a dalších nutričních složek zjištěných v plodech černého rybízu.
| Složka          | Průměrný obsah ve 100 g | Prvek | Průměrný obsah ve 100 g | Složka      | Průměrný obsah ve 100 g |
| --------------- | ----------------------- | ----- | ----------------------- | ----------- | ----------------------- |
| voda            | 77,4 g                  | Na    | 3 mg                    | vitamin C   | 150–230 mg              |
| bílkoviny       | 0,9–1,3 g               | K     | 310–370 mg              | vitamin D   | 0 mg                    |
| tuky            | 0,1–0,2 g               | Ca    | 43–60 mg                | vitamin E   | 1,0–1,9 mg              |
| cukry           | 6,1–6,6 g               | Mg    | 17 mg                   | vitamin B6  | 0,08 mg                 |
| celkový dusík   | 0,15 g                  | P     | 43 mg                   | vitamin B12 | 0 mg                    |
| vláknina        | 3,6–6,8 g               | Fe    | 1,3 mg                  | karoten     | 0,10 mg                 |
| mastné kyseliny | stopy                   | Cu    | 0,14 mg                 | thiamin     | 0,03 mg                 |
| cholesterol     | 0 g                     | Zn    | 0,3 mg                  | riboflavin  | 0,06 mg                 |
| energie         | 121–163 kJ              | Mn    | 0,3 mg                  | niacin      | 0,3 mg                  |

### Léčivé vlastnosti
Černý rybíz působí močopudně a potopudně, protihnilobně, proti artritidě, průjmu, kurdějím a posiluje žaludek[zdroj?]. Také plody černého rybízu slouží proti nachlazení a černému kašli. Šťáva z plodů zvyšuje pružnost cév, odolnost proti nachlazení a zvýšení hladiny antioxidantů. Obsažené flavonoidy a antioxidanty mají potlačující vliv na rozvoj některých demencí (ochrana mozkových cév i buněk). Bioaktivní flavonoidy působí s obsaženým i dodaným vitamínem C většinou synergicky.[zdroj?] Komplex přírodních flavonoidů s dodaným vitamínem C označujeme někdy jako C-komplex.[zdroj?] Sušené plody i listy jsou cennou součástí ovocných čajů. Obsažené pektiny jsou pomocníkem při boji s rakovinou. List bývá velmi často součástí domácích (celoročních) i bylinných čajových směsí. List je například součástí čajů pro léčbu močových cest. Pití šťávy z černého rybízu působí jako prevence proti vápníkovým[zdroj?] ledvinovým kamenům.
Konzumace černého rybízu se nedoporučuje při častých obtížích, jako jsou:[zdroj?]
- překyselení žaludku
- pálení žáhy
- ledvinové kameny
- záněty trávicí soustavy